# 16 de abril (revista)
Revista 16 de abril  es una publicación electrónica cubana que constituyó el órgano científico de los estudiantes de Ciencias Médicas de Cuba durante un gran período, actualmente pertenece a la Universidad de Ciencias Médicas de La Habana. Fue fundada en 1961 por un grupo de estudiantes de la Facultad de Medicina de la Universidad de La Habana como un órgano de difusión política en los convulsos años iniciales de la Revolución cubana. A los pocos años, pasó a ser una publicación principalmente médica, dirigida y editada por estudiantes de Ciencias Médicas. 
En la actualidad es publicada trimestralmente solo en formato digital debido a la escasez de recursos materiales, pero en su Aniversario 61 como parte de la celebración del mismo, se realizó la impresión de una Edición Especial. Su actual director es el estudiante de medicina Gino Iglesias-Sordo.

## Primeros años
Según algunos de sus fundadores, 16 de abril fue concebida como una revista política en apoyo al naciente gobierno socialista de Fidel Castro. El nombre fue escogido supuestamente debido a que la revista fue concebida durante el acto celebrado en La Habana el 16 de abril de 1961 durante el cual el gobierno de Fidel Castro anunció públicamente las intenciones de construir el carácter socialista de la Revolución Cubana.
Entre los fundadores iniciales de la publicación figuraron importantes personalidades de la medicina cubana como: Dr. Julio Tejas, Dr. Daniel Inclán, Dr. José Fernández Sacazas y muchos otros más. 
Después de algunos números enteramente políticos la revista comenzó a publicar artículos científicos y de revisión que sirvieran de apoyo docente a los estudiantes de Ciencias Médicas. Se considera que a partir de 1964 el contenido de la revista fue meramente médico.
Durante la década de 1970, la publicación se mantuvo en su línea médica causando un impacto positivo en como medio de apoyo al proceso docente. A pesar de esto la revista siempre mantuvo su conexión con organizaciones estudiantiles establecidas en el país y de una forma u otra no dejó de publicar artículos relacionados con el quehacer de los estudiantes dentro de la Federación Estudiantil Universitaria (FEU).

## Años 1980
La década de 1980 significó un profundo cambio en el sistema de enseñanza médica cubano al expandirse las universidades médicas a todas las provincias del país. Para finales de 1983 la distribución y la edición se habían convertido en un serio problema para los estudiantes que la editaban debido a que tenían que alternar sus estudios médicos con tareas completamente editoriales como fotografía y corrección de estilo.
En 1984, durante un encuentro Nacional de Estudiantes, la directora Liliana Pereira realizó una solicitud de reestructuración de la plantilla laboral de la publicación. Con motivo de esta solicitud fue aprobada la inclusión de profesionales de la prensa que fortalecerían la calidad de la revista desde el punto de vista editorial. La inclusión contó con una periodista, un fotógrafo y un diseñador. Asimismo la publicación recibió ayuda en la organización del sistema de distribución y mayor reconocimiento entre los órganos de prensa de Cuba y las organizaciones de salud pública.
En ocasión de su 25.º aniversario fue reconocida en carta remitida a la editorial por el comandante en jefe Fidel Castro Ruz, quien se confesó asiduo lector y admirador de la revista. Desde entonces adquiere carácter nacional y se constituye en publicación científica de las ciencias médicas de Cuba.

## Años 1990
Durante los primeros anos de la década de 1990, la revista se vio afectada por las mismas limitaciones materiales que el resto de la economía cubana. Con evidentes limitaciones en papel, la revista tuvo que limitar su circulación a un número más pequeño de ejemplares a la vez que otras publicaciones cerraban sus puertas totalmente. El contenido de la revista en este tiempo pasó a contemplar artículos originales de investigaciones realizadas por estudiantes de ciencias médicas. 
Durante los últimos años de esta década comienzan también los primeros esfuerzos por publicar la revista en Internet. Existe controversia sobre la fecha exacta de publicación del primer ejemplar en formato digital se puede afirmar que sucedió entre 1999 y 2000, bajo la supervisión del estudiante peruano-cubano, ahora Dr. Carlos Erick Oyola Valdizán, quien en colectivo con el Dr. Dagoberto Semanat y el Dr. Rodolfo Soca Pasarón, presentan la primera revista digital a los delegados de las catorce provincias, en un evento dentro del Capitolio, durante la celebración del cuadragésimo aniversario de la revista.

## Era digital e investigativa
El 7 de junio de 2002, 16 de abril realizó el lanzamiento público de su nuevo sitio Web y con este la revista adquirió un dominio propio en Internet que todavía mantiene como sitio inicial. El primer ejemplar en ser publicado en este sitio web fue el #209 de 2003 dirigido por el Dr. Rodolfo Soca y diseñado por el Dr. Adrián Gómez.
Ya desde finales de 2001, la revista comenzó a tener un rol principal como rector de las investigaciones realizadas por los estudiantes de ciencias médicas. Entre las nuevas tareas se encontraba la organización de los Fórum Nacionales de Ciencias Médicas y la promoción de la investigación científica entre los estudiantes. Como parte de estos cambios la institución inicia una investigación multicéntrica bajo la dirección del Dr. Rodolfo Soca y un colectivo de más de cincuenta autores, que devino en un estilo único de presentación de investigaciones científicas para todas las universidades médicas cubanas (EPIC Archivado el 1 de julio de 2013 en Wayback Machine.). 
Durante este periodo aumenta la presencia de la revista en el plano científico internacional, contradictoriamente con la disminución de su circulación entre los lectores nacionales que en su mayoría no se han adaptado al nuevo formato digital. 
El sitio Web de 16 de abril, realizado por el Dr. Adrián Gómez Collantes ha devenido un símbolo de las publicaciones médicas cubanas por la calidad e impacto de su diseño. Merecedora del premio Golden Web Awards, la publicación ha ganado un elevado respeto entre los web máster de todos los rincones del mundo.
Desde su paso a la Web esta publicación varía su nombre a Revista 16 de abril, además, varía su ISSN a 1729-6935, lo cual, hace que mantenga el anterior nombre e ISSN en el formato impreso, evidenciable en la Edición Especial impresa por motivo de su 61 Aniversario (2022).

## Actualidad
El estudiante Omar Luis Hernández García es el último director saliente. Las dificultades económicas que afronta el país le han hecho imposible volver al formato impreso de manera trimestral y se mantiene solamente en formato digital.
Un colectivo de estudiantes de diferentes facultades de la Universidad de Ciencias Médicas de La Habana, de las Universidades de Ciencias Médicas del país y estudiantes de otras nacionalidades forman parte de su Equipo Editorial. En el ámbito profesional se mantiene un asesoramiento continuo por un grupo de expertos de las Ciencias Médicas de Cuba.
A finales de 2021, se comenzó una profunda restauración por segunda ocasión del edificio que ocupa la revista en la Avenida de los Presidentes (Ave. G) en La Habana, finalizando en los meses finales de ese mismo año. Un nuevo colectivo ha mantenido la actualización tanto del diseño como del contenido de la publicación realizada por equipos editoriales anteriores.
En la Actualidad la Revista 16 de abril se encuentra en OJS bajo la dirección del estudiante Gino Iglesias-Sordo, ha constituido una estrategia primordial el aumento de la visibilidad y calidad de los manuscritos salientes de su redacción.